# Zaitunia
Zaitunia is een geslacht van spinnen uit de  familie van de Filistatidae (spleetwevers).

## Soorten
- Zaitunia alexandri Brignoli, 1982
- Zaitunia beshkentica (Andreeva & Tyschchenko, 1969)
- Zaitunia inderensis Ponomarev, 2005
- Zaitunia maracandica (Charitonov, 1946)
- Zaitunia martynovae (Andreeva & Tyschchenko, 1969)
- Zaitunia medica Brignoli, 1982
- Zaitunia monticola (Spassky, 1941)
- Zaitunia persica Brignoli, 1982
- Zaitunia schmitzi (Kulczynski, 1911)